# Ina (affluente del Barguzin)
La Ina (in russo Ина?; in buriato: Онёо) è un fiume della Russia siberiana orientale, tributario del Barguzin. Scorre nel Barguzinskij rajon della Buriazia.
Il fiume ha origine dalle paludi sul bordo orientale dei monti Golondinskij. L'altezza della sorgente è di 1 155 m sul livello del mare. Per due terzi della sua lunghezza scorre verso nord nella regione montana della taiga; prima del villaggio di Jubilejnyj entra nella valle del Barguzin girando a nord-ovest, poi gira a sud-ovest. La lunghezza del fiume è di 152 km, l'area del bacino di 3 950 km². Sfocia nel Barguzin a 75 km dalla foce.